# Indianola (Misisipi)
Indianola es una ciudad situada en el estado de Misisipi, en los Estados Unidos. Es sede del condado de Sunflower. En el año 2000 tenía una población de 12.066 habitantes en una superficie de 22.5 km², con una densidad poblacional de 540.7 personas por km². 

## Geografía
Indianola se encuentra ubicada en las coordenadas 33°26′53″N 90°36′51″O / 33.44806, -90.61417. Según la Oficina del Censo, la ciudad tiene un área total de 22,5 km² (8,7 mi²), de la cual 22,3 km² (8,6 mi²) es tierra y 0,2 km² (0,1 mi²) es agua.

### Localidades adyacentes
El siguiente diagrama muestra a las localidades en un radio de 24 kilómetros (14,9 mi) de Indianola.

## Demografía
Para el censo de 2000, había 12.066 personas, 3.899 hogares y 2.982 familias en la ciudad. La densidad de población era 540.7 hab/km².
En el 2000 la renta per cápita promedia del hogar era de $ 26.308 y el ingreso promedio para una familia era de $31.186. El ingreso per cápita para la localidad era de $12.082. En 2000 los hombres tenían un ingreso per cápita de $27.310 contra $17.622 para las mujeres. Alrededor del 27.4% de la población estaba bajo el umbral de pobreza nacional. 